# Kaarlo Aarni
Kaarlo Iivari Aarni, född 22 augusti 1888 i Tammerfors, död 25 augusti 1954, var en finländsk teaterregissör och skådespelare. Han var från 1918 gift med skådespelaren Elsa Aarni.
Aarni var son till ingenjören Kaarle Aarni och Ida Henrika Lindroos. Han gjorde studieresor till Tyskland 1924, Centraleuropa och Frankrike 1932, England 1934 och 1935 samt till Ryssland 1936. Åren 1907–1910 verkade Aarni vid Tammerfors arbetarteater och gjorde turnéer 1910–1916. Han verkade vid Nya teatern 1916–1917, Tammerfors teater 1918–1925, Folkteatern som skådespelare och regissör 1925–1927 samt turnerade 1927–1929. Vidare verkade han vid Kotkas teater som skådespelare och regissör 1929–1940, Tammerfors teater som regissör 1943–1948, Raumo stadsteater som regissör och ledare 1948–1949, teatern i S:t Michel 1949–1950 samt som gästande regissör vid diverse teatrar 1951–1954.
1948 tilldelades Aarni Pro Finlandia-medaljen.